# وست چستر (پنسیلوانیا)
وست چستر (به انگلیسی: West Chester) یک بخش مسکونی در ایالات متحده آمریکا و مرکز شهرستان چستر، پنسیلوانیا است. وست چستر ۴٫۷۸ کیلومتر مربع مساحت و ۱۸٬۴۶۱ نفر جمعیت دارد و ۱۳۵٫۹۴ متر بالاتر از سطح دریا واقع شده‌است.

## آب و هوا
| داده‌های اقلیم وست چستر، پنسیلوانیا | داده‌های اقلیم وست چستر، پنسیلوانیا | داده‌های اقلیم وست چستر، پنسیلوانیا | داده‌های اقلیم وست چستر، پنسیلوانیا | داده‌های اقلیم وست چستر، پنسیلوانیا | داده‌های اقلیم وست چستر، پنسیلوانیا | داده‌های اقلیم وست چستر، پنسیلوانیا | داده‌های اقلیم وست چستر، پنسیلوانیا | داده‌های اقلیم وست چستر، پنسیلوانیا | داده‌های اقلیم وست چستر، پنسیلوانیا | داده‌های اقلیم وست چستر، پنسیلوانیا | داده‌های اقلیم وست چستر، پنسیلوانیا | داده‌های اقلیم وست چستر، پنسیلوانیا | داده‌های اقلیم وست چستر، پنسیلوانیا |
| ماه                                | ژانویه                             | فوریه                              | مارس                               | آوریل                              | مه                                 | ژوئن                               | ژوئیه                              | اوت                                | سپتامبر                            | اکتبر                              | نوامبر                             | دسامبر                             | سال                                |
| ---------------------------------- | ---------------------------------- | ---------------------------------- | ---------------------------------- | ---------------------------------- | ---------------------------------- | ---------------------------------- | ---------------------------------- | ---------------------------------- | ---------------------------------- | ---------------------------------- | ---------------------------------- | ---------------------------------- | ---------------------------------- |
| میانگین بیش‌ترین °C (°F)            | ۴ (۳۹٫۰)                           | ۵ (۴۰٫۵)                           | ۱۰ (۵۰٫۸)                          | ۱۷ (۶۲٫۱)                          | ۲۳ (۷۲٫۷)                          | ۲۷ (۸۰٫۹)                          | ۳۰ (۸۵٫۴)                          | ۲۹ (۸۳٫۵)                          | ۲۵ (۷۷٫۱)                          | ۱۹ (۶۵٫۹)                          | ۱۲ (۵۴٫۱)                          | ۶ (۴۲٫۲)                           | ۱۷٫۳ (۶۲٫۸۵)                       |
| میانگین روزانه °C (°F)             | −۱ (۳۰٫۷)                          | ۰ (۳۱٫۶)                           | ۵ (۴۰٫۹)                           | ۱۱ (۵۱٫۲)                          | ۱۶ (۶۱٫۵)                          | ۲۱ (۷۰٫۲)                          | ۲۴ (۷۴٫۹)                          | ۲۳ (۷۳٫۲)                          | ۱۹ (۶۶٫۴)                          | ۱۳ (۵۵٫۱)                          | ۷ (۴۴٫۶)                           | ۱ (۳۳٫۸)                           | ۱۱٫۶ (۵۲٫۸۴)                       |
| میانگین کم‌ترین °C (°F)             | −۵ (۲۲٫۲)                          | −۵ (۲۲٫۶)                          | −۱ (۳۰٫۸)                          | ۵ (۴۰٫۲)                           | ۱۰ (۵۰٫۳)                          | ۱۵ (۵۹٫۵)                          | ۱۸ (۶۴٫۴)                          | ۱۷ (۶۲٫۹)                          | ۱۳ (۵۵٫۷)                          | ۷ (۴۴٫۳)                           | ۲ (۳۵٫۰)                           | −۴ (۲۵٫۵)                          | ۶ (۴۲٫۷۸)                          |
| بارندگی میلی‌متر (اینچ)             | ۹۰ (۳٫۵)                           | ۸۰ (۳٫۳)                           | ۱۰۰ (۳٫۸)                          | ۹۰ (۳٫۷)                           | ۱۰۰ (۴)                            | ۱۱۰ (۴٫۳)                          | ۱۱۰ (۴٫۵)                          | ۱۲۰ (۴٫۶)                          | ۱۰۰ (۴٫۱)                          | ۹۰ (۳٫۶)                           | ۹۰ (۳٫۶)                           | ۹۰ (۳٫۷)                           | ۱٬۱۷۰ (۴۶٫۷)                       |
| بارش برف سانتی‌متر (اینچ)           | ۱۸ (۷)                             | ۲۲ (۸٫۶)                           | ۱۲ (۴٫۶)                           | ۲ (۰٫۹)                            | ۰ (۰٫۰)                            | ۰ (۰٫۰)                            | ۰ (۰٫۰)                            | ۰ (۰٫۰)                            | ۰ (۰٫۰)                            | ۰ (۰٫۱)                            | ۳ (۱٫۲)                            | ۱۳ (۵٫۳)                           | ۷۰ (۲۷٫۷)                          |
| منبع: Weatherbase                  |                                    |                                    |                                    |                                    |                                    |                                    |                                    |                                    |                                    |                                    |                                    |                                    |                                    |

## تعدادی از افراد سرشناس
- اکوآریا (زاده ۱۹۹۶)، زن‌پوش
- ساموئل باربر (۱۹۱۰–۱۹۸۱)، آهنگساز[۶]
- راین دان، شخصیت تلویزیونی
- کایل گالنر، بازیگر
- جان لیلی (زاده ۱۹۵۴), گیتاریست

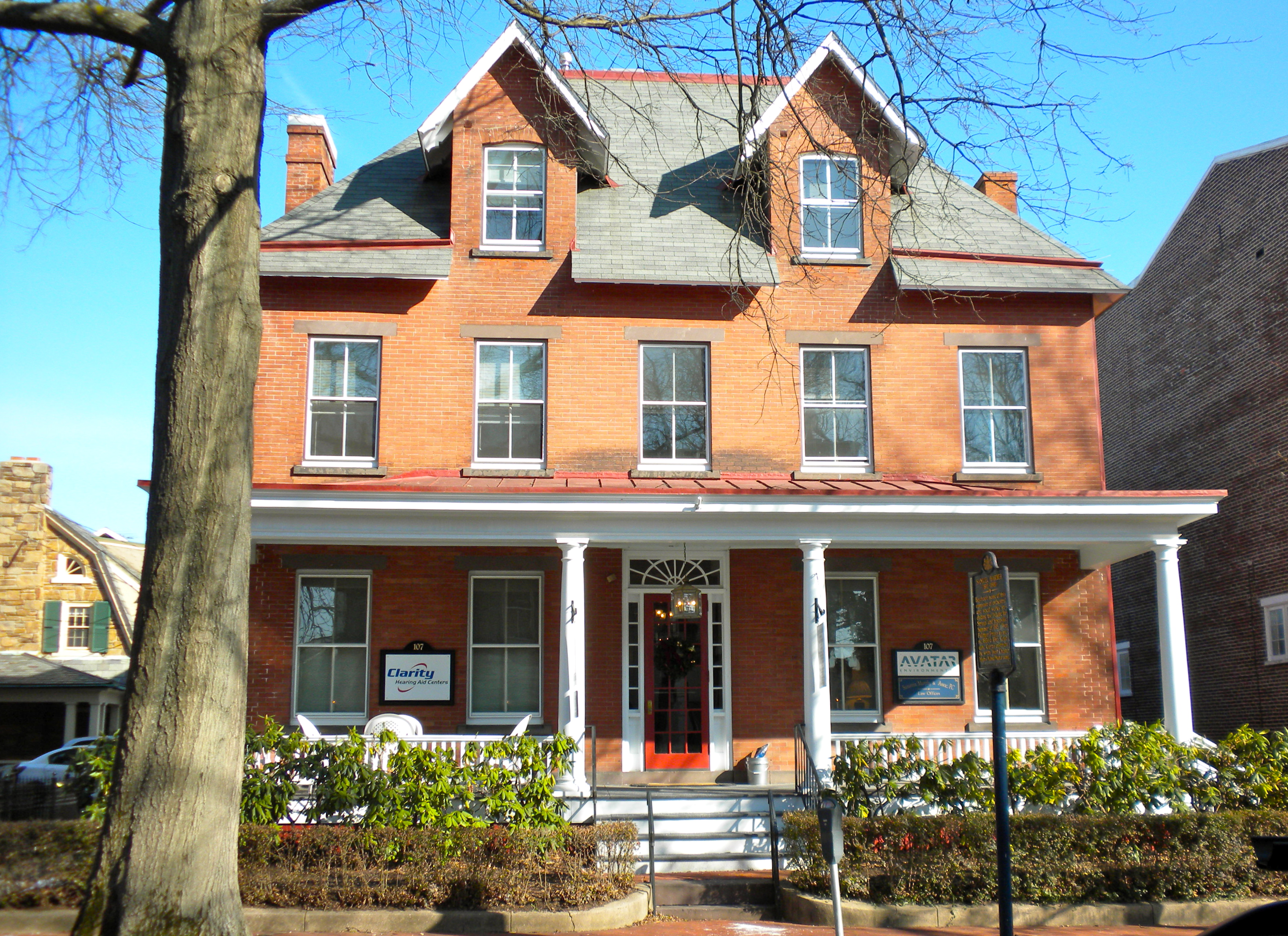
خانه دوران کودکی ساموئل باربر در وست چستر

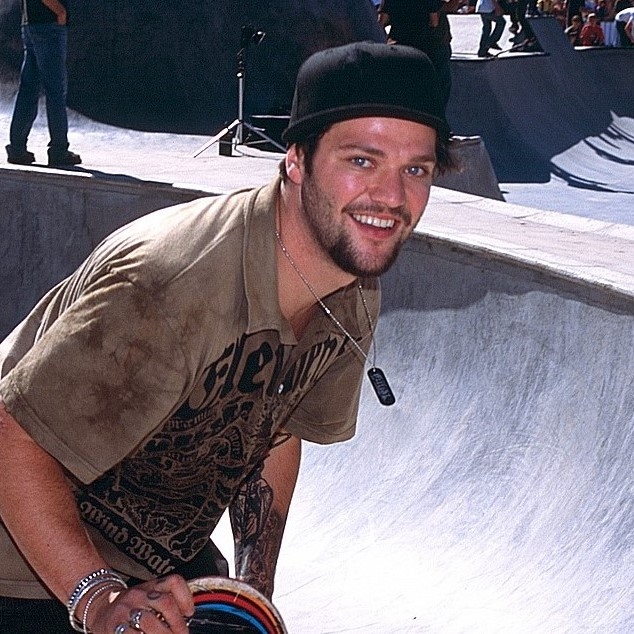
بم مارجرا

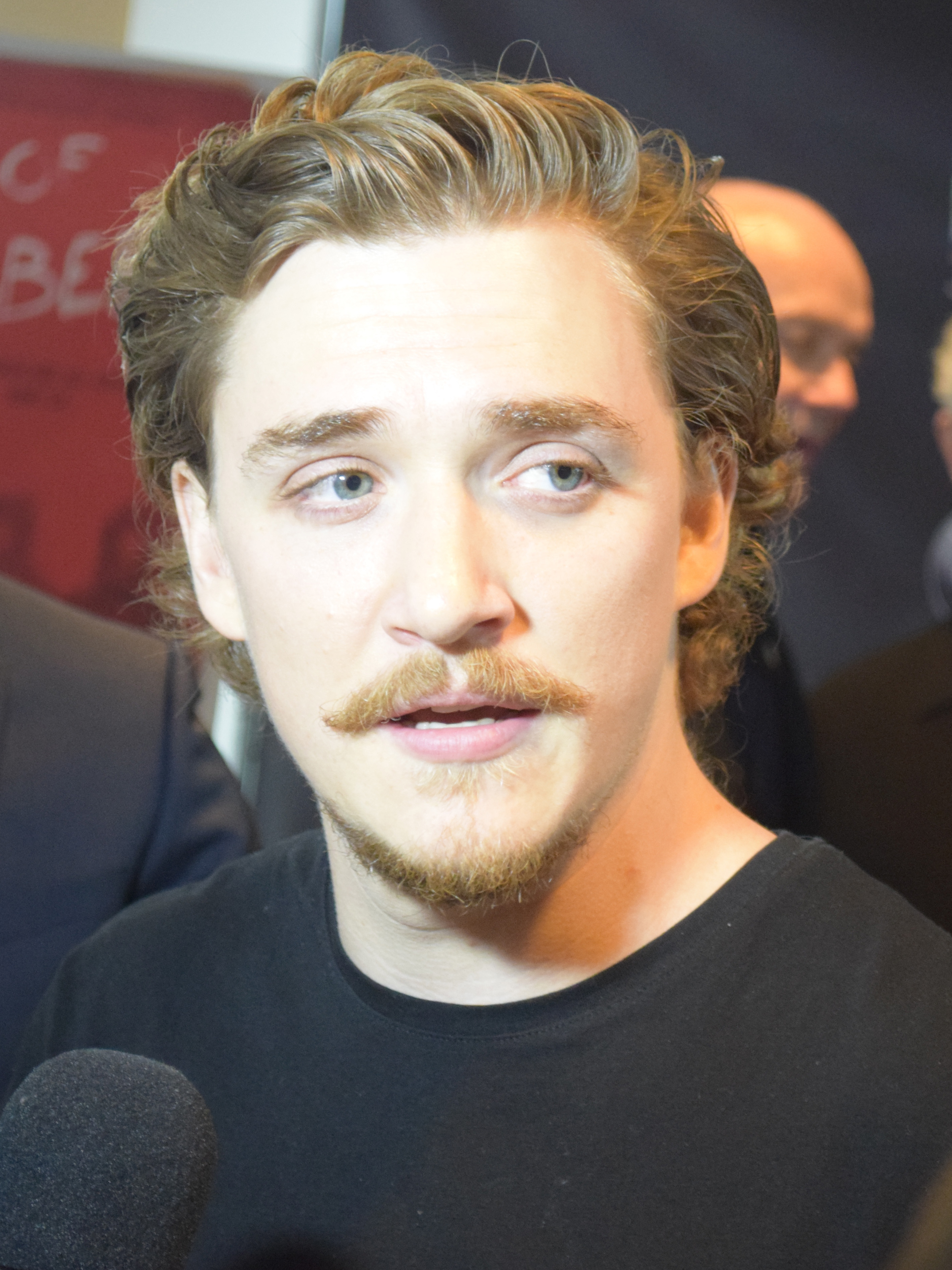
کایل گالنر

- بم مارجرا، اسکیت بوردر حرفه‌ای و شخصیت تلویزیونی
- چارلی مک‌درموت، بازیگر[۷]
- متیو مک‌گروری، بازیگر
- گراهام راجرز، بازیگر
- کر اسمیت، بازیگر
- ایمی استیل، بازیگر
- مورگان ترنر، بازیگر
- آیزاک دی. بارنارد (۱۷۹۱–۱۸۳۴)، سناتور ایالت پنسیلوانیا
- اسمدلی باتلر (۱۸۸۱–۱۹۴۰)
- جیم فوریک، گلف‌باز
- کارل نسیب
- لارنس شیلدز، دونده، دارندهٔ مدال برنز المپیک
- نیک برگ، تاجر سربریده شده در عراق
- بایارد راستین، فعال حقوق مدنی